# Tippy Larkin
Tippy Larkin (* 11. November 1917 in Garfield, New Jersey, USA als Antonio Pilleteri; † 1. Dezember 1991) war ein US-amerikanischer Boxer. Im Jahre 1946 gewann er die universelle Weltmeisterschaft im Halbweltergewicht.